# LASIK
LASIK sau Lasik (/ˈleɪsɪk/; „asistată laser in situ keratomileuză”), denumită în mod obișnuit „chirurgie oculară cu laser” sau „corecție a vederii cu laser”,, este un tip de chirurgie refractivă pentru corectarea miopiei, hipermetropiei și astigmatismului. Chirurgia LASIK este efectuată de un oftalmolog care folosește un laser femtosecundă sau un microkeratom pentru a crea o lambă corneană pentru a expune stroma corneană și apoi un laser excimer pentru a remodela stroma corneană în scopul îmbunătățirii acuității vizuale.
LASIK este foarte similară cu o altă procedură chirurgicală corectivă, keratectomia fotorefractivă (PRK) și LASEK. Toate reprezintă progrese față de keratotomia radială în tratamentul chirurgical al erorilor de refracție ale vederii. Pentru persoanele cu miopie moderată până la ridicată sau cornee subțire care nu pot fi tratate cu LASIK sau PRK, lentila intraoculară fakică este o alternativă.
Începând cu 2018, aproximativ 9,5 milioane de americani au suferit operații LASIK și, la nivel global, între 1991 și 2016, au fost efectuate peste 40 de milioane de proceduri. Cu toate acestea, procedura părea a fi o opțiune în declin începând cu 2015.